# Harsdorf von Enderndorf
La famiglia Harsdorf von Enderndorf fu una famiglia patrizia di Norimberga, dove fu presente nel consiglio cittadino dal 1450 al 1806.

## Storia

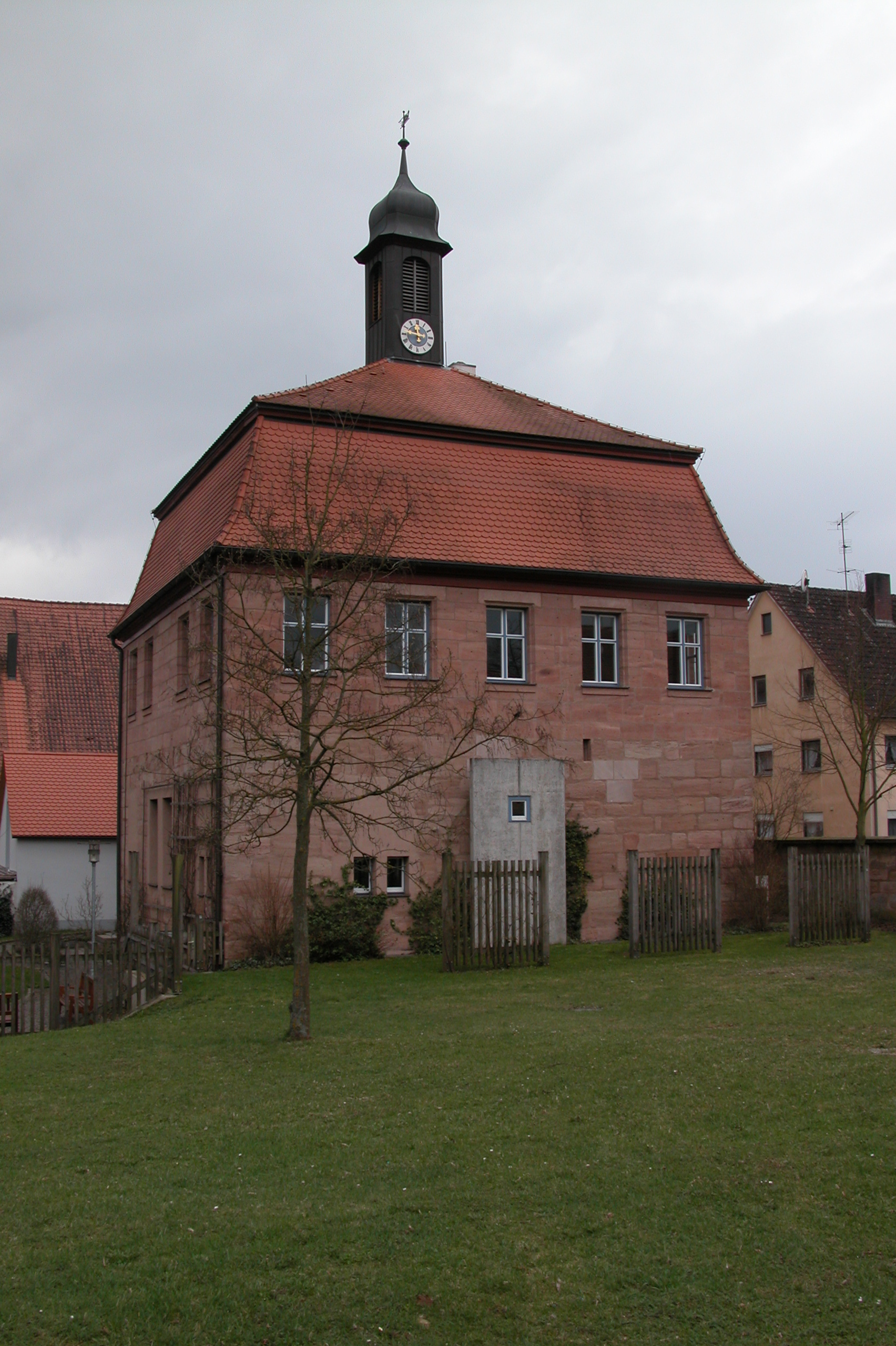
Il castello degli Harsdorf

La casata degli Harsdorf proveniva da Kulmbach, e forse addirittura dall'omonima città Harsdorf. Intorno alla metà del XIV secolo, due membri della famiglia Harsdorf si stabilirono a Norimberga e ne assunsero la cittadinanza nel 1377/80. Probabilmente dovevano essere già parecchio ricchi all'epoca del loro arrivo in quanto divennero i principali finanziatori di re Roberto del Palatinato assieme alle famiglie Schürstab, Rummel von Zant und Lonnerstadt, Stromer von Reichenbach e Herdegen Valzner. All'inizio del XV secolo, aumentarono ulteriormente la loro ricchezza attraverso il commercio. Nel 1460 fondarono la Harsdorfsche Handelsgesellschaft per promuovere il commercio con le città della Boemia ed acquistarono delle miniere di rame nell'area di Enzendorf. Gli Harsdorf erano ancora attivi come appaltatori minerari nelle aree di rame della Turingia e della Sassonia all'inizio del XVII secolo, divenendo sempre più associati alla casata degli Imhoff.
Dopo il crollo della città imperiale di Norimberga, ottennero la nobilitazione nel 1813 ed il titolo di baroni nel 1841.

## Membri notabili
- Hans Harsdorf (? -1511), commerciante e imprenditore minerario, dal 1496 al 1499 fu maestro capo della zecca di Kuttenberg, in Boemia; dal 1504 divenne diplomatico in Boemia per conto della città di Norimberga e mediò per assicurare alla città le conquiste della guerra di successione di Landshut.
- Georg Philipp Harsdörffer (1607-1658), avvocato e scrittore. Fu l'inventore dell'"imbuto di Norimberga"
- Carl Christoph Harsdorf von Enderndorf (1778–1839), avvocato, consigliere comunale e sindaco a Norimberga, fu membro fondatore della "Christoph-Gesellschaft".